# Pandanwangi (Blimbing)
Pandanwangi is een bestuurslaag in het regentschap Malang van de provincie Oost-Java, Indonesië. Pandanwangi telt 27.660 inwoners (volkstelling 2010).